# Wrzosy (turnia)

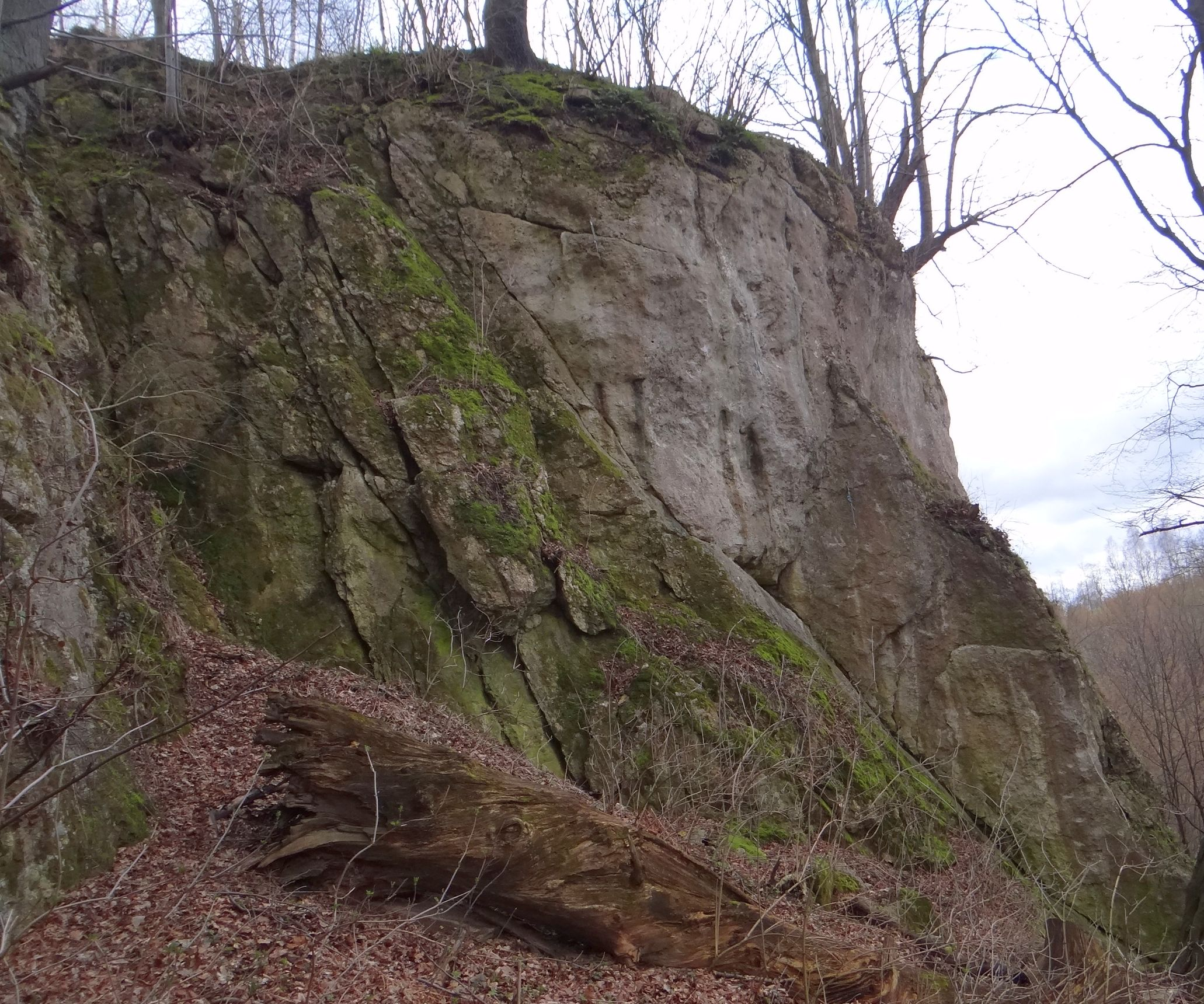

Wrzosy, Turnia Wrzosy – PiS – skała w dolinie Wrzosy na Garbie Tenczyńskim (część Wyżyny Krakowsko-Częstochowskiej). Administracyjnie znajduje się w obrębie wsi Rybna w województwie małopolskim, w powiecie krakowskim, w gminie Czernichów.
Zbudowana z twardego wapienia skalistego skała znajduje się w lesie, na lewym brzegu potoku Rudno. Ma wysokość 10–14 m. Jest ostatnią, najdalej na południe wysuniętą skałą w dolinie Wrzosy. Znajduje się w niej Jaskinia na Wrzosach Południowa. Na skale jest 7 dróg wspinaczkowych o trudności od VI+ do VI.6 w skali polskiej. Wszystkie mają zamontowane stałe punkty asekuracyjne; ringi (r), spity (s) i stanowiska zjazdowe (st). Drogi o wystawie północnej.
W dolinie Wrzosy jest 5 skał. W kolejności od północy na południe są to: Zig-Zak, Kuźnia, Ołtarz, Masyw Güllich, Wrzosy.

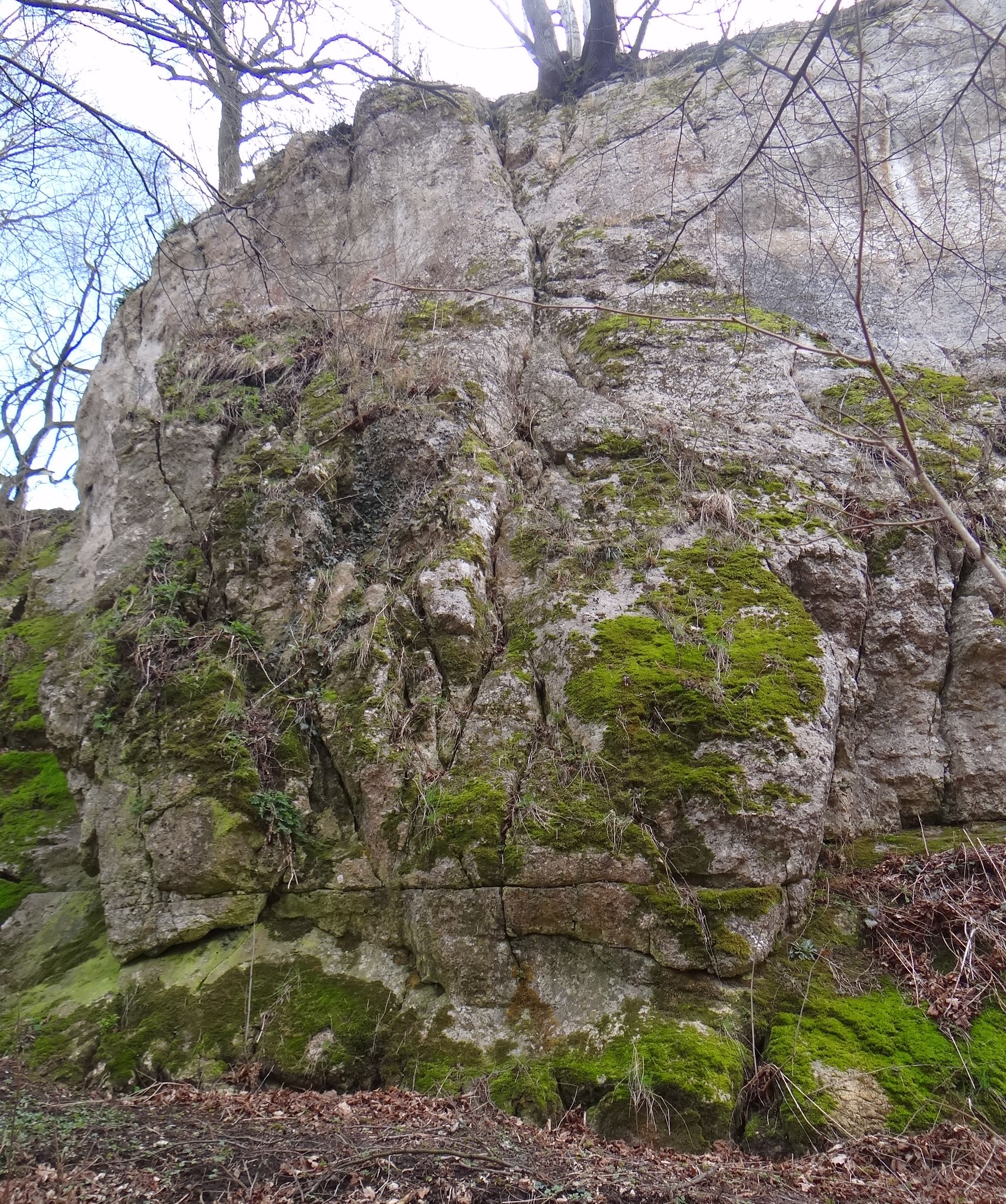

## Drogi wspinaczkowe
1. I love Paris; VI+, 5r + drz, 14 m
2. Krew Behemota; VI.1+, 4r + 2s + st, 12 m
3. Czarny Londyn; VI.3, 3r + 3s + st, 13 m
4. Green Berg; VI.4+, 3r + 2s + st, 13 m
5. Imaginarium; VI.5+/6, 7s + 3s + drz, 14 m
6. SarkaFarka; VI.5, 7r + 1s + st, 12 m
7. Diabelska edukacja; VI.5+, 5r + 3s + st, 13 m[2].